# Mary Arthur McElroy
Mary Arthur McElroy (5 de julho de 1841 - 8 de janeiro de 1917) era a irmã do 21º presidente dos Estados Unidos, Chester A. Arthur, e serviu como uma anfitriã para seu governo (1881-1885). Ela assumiu o papel porque a esposa de Arthur, Hellen Lewis Herndon Arthur, tinha morrido dois anos antes.
Mary Arthur nasceu em Greenwich, Nova Iorque para William e Malvina S. Arthur. Ela foi o último dos nove filhos. Ela frequentou a Escola de Emma Willard Seminário em Troy, Nova Iorque e mais tarde se casou com o seguro vendedor de John McElroy.[carece de fontes?] Eles viviam em Albany, Nova Iorque e tinha quatro filhos.
Em novembro de 1880, o irmão de Mary Chester Arthur foi eleito vice-presidente. Em julho de 1881, o presidente James Garfield foi fatalmente ferido e morreu em 19 de setembro de 1881. Arthur o sucedeu, e pediu McElroy para cuidar de sua filha Ellen e agir como "Senhora da Casa Branca ." Porque ela teve seu própria família em Albany, McElroy viveu em Washington, DC apenas durante a temporada de inverno social intensa. Embora Arthur Nunca oficialmente concedeu-lhe o protocolo de uma posição formal, ela provou ser uma anfitriã popular e competente. Os procedimentos que ela e seu irmão desenvolvidos para as funções sociais foram usados por futuras primeiras-damas por décadas.
McElroy presidiu uma série de eventos e honrado ex-primeiras-damas Julia Tyler e Harriet Lane, sobrinha de James Buchanan e primeira-dama, pedindo-lhes para ajudá-la a receber os convidados na Casa Branca. Filha mais velha de McElroy maio e filha de Arthur Nell frequentemente assistida. Sua recepção final teve lugar em 28 de Fevereiro de 1885, uma semana antes do final da administração Arthur: 3.000 pessoas participaram (incluindo Adolphus Greely) e 48 filhas de funcionários e de a elite social assistida ela.
Ela era um membro da Associação Albany opor ao sufrágio feminino .
Ela morreu com a idade de 75 em Albany, Nova York e foi enterrado em Albany Cemitério Rural.